# 호지어
앤드류 존 호지어 번(Andrew John Hozier-Byrne, 1990년 3월 17일 ~ )는 아일랜드의 싱어송라이터이다. 위클로주 브레이 시 출신. 히트곡 〈Take Me to Church〉가 담긴 동명의 데뷔 EP를 2013년에 출반했고, 첫 스튜디오 앨범은 2014년에 나왔다.

## 어린 시절
호지어는 1990년 3월 17일 아일랜드 위클로 카운티 뉴캐슬에서 태어났다. 그가 태어날 당시 그의 어머니 레인 호지어-번은 예술가였고 그의 아버지 존 번은 드러머였으며 지역 은행에서 일했다. 그는 한때 골프 코스에서 화장실 청소 일을 했으며 좋은 경험이라고 말했다. 15세에 호지어는 노래를 쓰기 시작했다. 그는 기타 연주법을 독학했고 학교 합창단에서 노래를 불렀다. 그의 부모는 가톨릭 신자로 자랐지만 퀘이커 신앙으로 개종했다. 대학에 다니는 동안 그는 주로 작곡에 집중했기 때문에 시험을 놓친 후 1년 연기를 거절당했다.

## 음악 경력
대학에 다니는 동안 호지어는 지역 오케스트라에 참여했다. 그는 2007년부터 2012년까지 5년 동안 오케스트라 합창 앙상블의 일원이었다. 그는 노르웨이와 네덜란드 공연을 포함하여 국제적으로 그룹과 함께 투어하고 노래했다. 합창단과의 획기적인 공연은 각각 2009년과 2010년 O2 축제에서 열렸다. 호지어는 2011년 더블린 공연에서 알렉스 윈스턴의 오프닝 공연을 맡았다. 2012년 호지어는 빌리 오션의 백업 보컬로 활동했다.

## 릴리스

### 싱글
- Blood Upon the Snow" (2022, 베어 맥크리어리와 함께)